# Муссонный климат на тропических плато
Муссо́нный кли́мат на тропи́ческих плато́ — разновидность субэкваториального климата, характерна для тропических плато, таких как Эфиопское нагорье, Хауд (Эфиопия), Марра (Судан), Ята (Кения), Касаи (ДРК), Декан, Шан (Мьянма), Корат, Юньнань-Гуйчжоуское нагорье, Наска, Мату-Гросу, Боливийское, Атертон, Баркли, Кимберли.

## Эфиопское нагорье
На Эфиопском нагорье климат тропических муссонов носит в себе отпечаток большой высоты над уровнем моря. В Аддис-Абебе на высоте 2 440 м температура самого тёплого месяца (апреля) +17˚, а самого холодного (декабря) +13˚. Годовая амплитуда мала, всего 4˚, но абсолютные значения температуры понижены в сравнении с равниной. Суточная амплитуда температуры велика; иногда минимальная температура достигает -3˚. Зимой изредка выпадает снег. Годовая сумма осадков в Аддис-Абебе 1 260 мм. Дождливый период продолжается с июня по сентябрь, причём в июле выпадает 300 мм, а в декабре лишь 5 мм.